# سيد دخيل
سيد دخيل هي مدينة عراقية ومركز قضاء في محافظة ذي قار تبعد عن مدينة الناصرية 20 كم وجنوب بغداد حوالي 380 كم، ويبلغ عدد سكانها حوالي 100 ألف نسمة.وحوالي 90% من سكان هذهِ المدينة من قبيلة آل إبراهيم، فهم المؤسسين لهذه المدينة التي أسسها في بادئ الأمر الأمير حميد فرج آل حسن الابراهيمي شيخ قبيلة آل إبراهيم.

## التسمية والتاريخ
تسمى باسم سيد دخيل نسبة إلى السيد دخيل الغالبي الذي توفي في هذه المنطقة، ودفن فيها بالقرب من النهر الذي يقسم المدينة إلى نصفين ويقال له (شط آل إبراهيم)، لقد كانت هذه المنطقة هي منطقة مرور بين مدينة الناصرية والعشائر التي تقع شرقها وكونها منطقة زراعية خصبة ووفيرة المياه، ونشأت المدينة في بدايتها من بيوت معدودة سكنها الناس، وفي بداية عقد السبعينيات من القرن العشرين صارت منطقة متكاملة من حيث الخدمة فأصبح فيها مركز للشرطة، ومستوصف صحي، ومشروع لإسالة الماء الصافي، وعدة مدارس، ومولدة للكهرباء، وفي بداية عقد الثمانينيات تأسست خطوط الكهرباء الوطنية للمدينة بعد تنفيذ مشروع متكامل للكهرباء، وعبدت الشوارع بالإسفلت ونصبت بدالة للهاتف الأرضي، وأصبحت (ناحية) إدارية في عام 1978، ثم ألغيت فسميت (قصبة) تتبع (ناحية الإصلاح)، ثم عادت (ناحية) في منتصف عقد التسعينات، ثم أصبحت قضاء بعد عام 2013.